# Chorostok
Chorostok – wieś na Ukrainie, w obwodzie chmielnickim, w rejonie sławuckim.